# Іонний потенціал
Іонний потенціал — відношення електричного заряду до радіуса іона.
Таким чином, частка вимірює густину заряду на поверхні йона. Як правило, що більша густина заряду, то сильнішим буде зв'язок, який утворює йон.
Іонний потенціал дає розуміння того, як сильно чи слабко йон притягуватиметься, електростатично, до йонів протилежного заряду; та якою мірою йон відштовхуватиме інші йони, того ж самого заряду.